# Rivière Cocagne
Pour les articles homonymes, voir Cocagne.
La rivière Cocagne est un cours d'eau du sud-est du Nouveau-Brunswick, au Canada.

## Géographie
La rivière Cocagne prend sa source à environ 100 mètres d'altitude à 22 kilomètres à l'ouest de Moncton, près de Pacific Junction dans la Paroisse de Moncton. Elle se dirige ensuite généralement vers le nord-est, traversant successivement la paroisse de Dundas et Cocagne, avant de se jeter dans le havre de Cocagne, qui communique avec le détroit de Northumberland.
Ses affluents sont des cours d'eau de faible longueur et débit, dont voici les principaux, d'amont en aval :
- la rivière Cocagne Nord (7 km) au sud de Gallagher Ridge, dans la paroisse de Moncton, en rive gauche ;
- le ruisseau Shaw (8 km) en rive droite ;
- le ruisseau Butter (5 km) au sud-est de Dundas, dans la paroisse de Dundas, en rive droite ;
- la rivière Cocagne Nord-ouest (16 km) à Notre-Dame, dans la paroisse de Dundas, en rive gauche ;
- le ruisseau Murray (11 km) à Cocagne, en rive gauche.